# 8184 Luderic
8184 Luderic è un asteroide della fascia principale. Scoperto nel 1992, presenta un'orbita caratterizzata da un semiasse maggiore pari a 3,0206193 UA e da un'eccentricità di 0,0457965, inclinata di 10,78856° rispetto all'eclittica.